# 제이드 (프로레슬러)

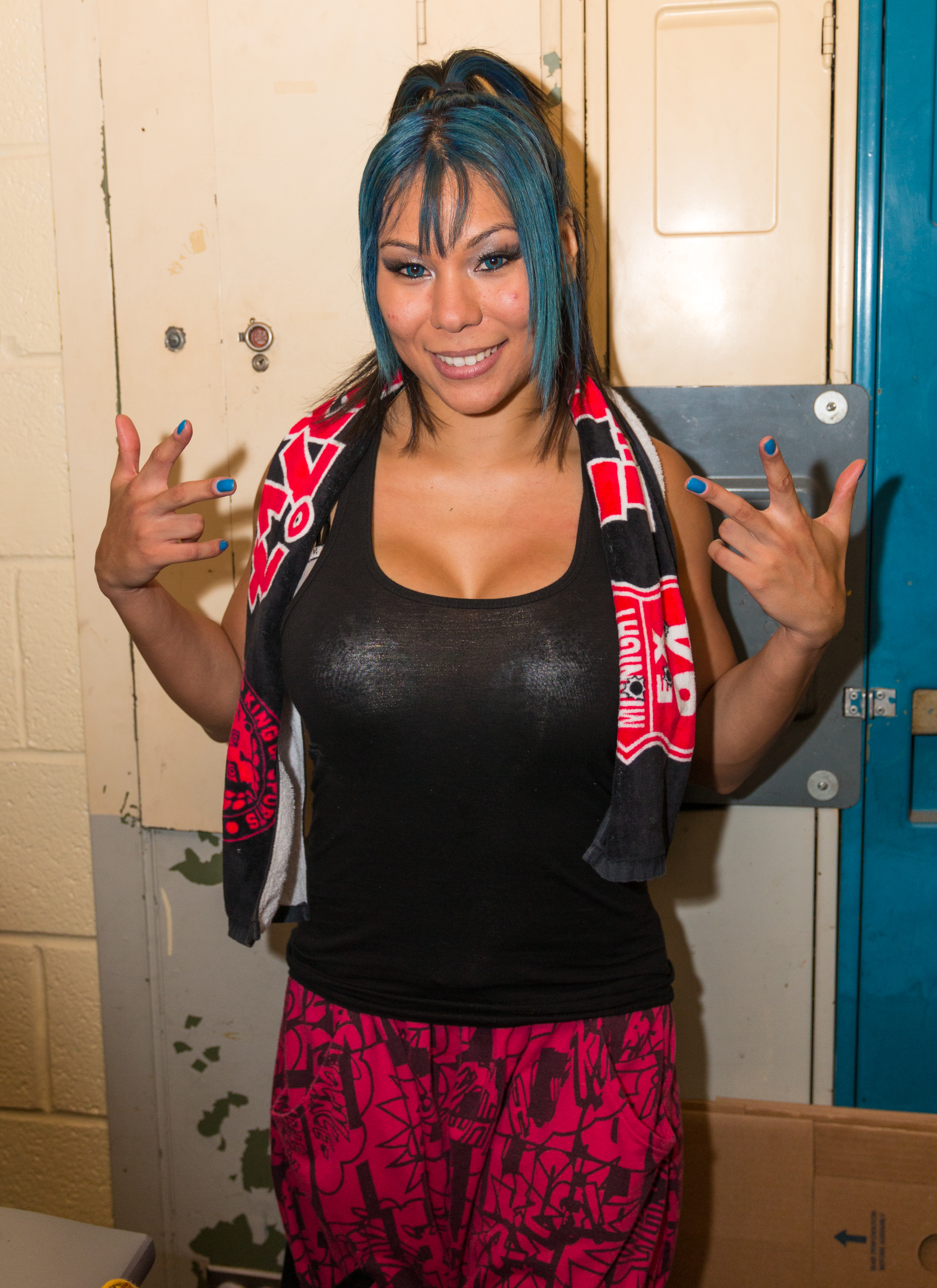
제이드

미아 임(Mia Yim, 1989년 4월 16일 ~ )은 주로 본명은 스테파니 임 벨(Stephanie Yim Bell)이다. 미국의 여자 프로레슬링선수다. 2009년 프로레슬링 입문으로 TNA/임팩트 레슬링 링네임은 제이드(Jade)라는 4년간 활약했고 최근에는 계약이 만료되었고 그러나 WWE NXT/WWE 링네임이 미아 임(Mia YIm)이라는 사용을 하면서 활동을 하고 있다. 한국 이름이 임미아(Yim Mia)라고 부른다. 키는 171cm(5 ft 7 in)에다가 몸무게는 60kg(132 lb)이다. 피니쉬는 서울 푸드/이트 디피트(스톰프 브레이커), 프로텍트 야 넥(싱글 니 페이스브레이커), 패키지 파워밤, 스카이 임(코크스크류 문설트), 더블 언더훅 브레인버스터, 싯아웃 인버티드 프론트 페이스락 커터, 슈팅 스타 더블 레그 드롭, 스프링보드 센턴 밤, 서울 더블 풋 스톰프(다이빙 더블 풋 스톰프), 서울 시티드 센턴(문설트 시티드 센턴)으로 사용을 한다. 그러나 현재 WWE Raw 악역 스테이블은 바로 레트리뷰션이라는 활동을 하고 있으며 WWE 링네임은 레커닝(Reckoning)이라고 부르는데 2021년 11월 WWE 방출 당하다가 2022년 임팩트 레슬링에 활동을 하다가 2022년 11월 7일 디 O.C.의 WWE 복귀 이 후... 네번째 멤버로 컴백했다. 그리고 WWE 링네임이 현재 미친(Michin)이라고 한다. 

## Professional wrestling highlights
- Finishing moves
  - Double underhook brainbuster - 2011-2013
  - Package powerbomb - 2015-2017
  - Protect Ya 'Neck (One-arm single knee facebreaker to a crouched opponent) - 2019-present
  - Seoul Double Foot Stomp (Diving double foot stomp) - 2017-2019
  - Seoul Foot/Eat Defeat (Stomp facebreaker) - 2017-2019; 2022-present; Adopted from Gail Kim
  - Seoul Seated Senton (Moonsault seated senton) - 2019-present
  - Shooting star double leg drop - 2015-2017
  - Sitout inverted front facelock cutter - 2013-2015
  - Springboard senton bomb - 2013-2015
  - Sky Yim (Corkscrew moonsault) - 2011-2013
- Signature moves
  - 450 ° splash
  - Blue Code (Sunset flip powerbomb)
  - Bearhug
  - Cannonball senton
  - Fallaway slam
  - Hurricanrana
  - Multiple kick variations
    - High
    - Jumping big boot to a cornered opponent
    - Overhead
    - Spinning hook

  - Multiple suplex variations
    - Bridging german
    - Delayed gutwrench
    - Northern lights
    - Saito
    - Vertical

  - Sitout powerbomb
  - Two-handed chokeslam
- Managers
  - Awesome Kong
  - Leva Bates
  - Marti Bell
  - Rebel
  - Taryn Terrell
- Entrance themes
  - "Sakura" by RevenG (Shimmer; 2010-2018)
  - "Doll Parts" by Hole (TNA; 2015-2016; used as a member of The Dollhouse)
  - ""Heel For Your Face" by Dale Oliver (TNA; 2016-2017)
  - "Number One" dy CFO$ (WWE NXT; 2018-2020)
  - "Welcome to Chaos" by CFO$ (WWE; 2020-2021; used as member of Retribution)
  - "M.I.A." by Bliz feat. Catch the Fade (Impact Wrestling; 2022)
  - "Emergence" by Def Rebel (WWE; 2022-2023; used as member of The OC)
  - "I Am" by Def Rebel feat. Naomi Fox (WWE; 2023-present)

## 챔피언 경력
- BTW 월드 위민스웨이트 챔피언 (1회)
- 아이언맨 월드 헤비메탈웨이트 챔피언 (1회)
- NWA FUW 위민스 챔피언 (1회)
- 랭크드 넘버 6 오브 더 탑 50 피멜 레슬링 인 더 PWI 피멜 50 인 2016
- 샤인 웨이트 챔피언 (1회)
- 샤인 월드 태그팀웨이트 챔피언 (1회) - 레바 베이츠
- 샤인 월드 태그팀웨이트 챔피언 토너먼트 (2014)
- TCW 월드 위민스웨이트 챔피언 (1회)
- TNA 월드 넉아웃웨이트 챔피언 (1회)
- 퀸 오브 더 넉아웃 (2016)
- TNA 월드컵 (2016) - 제프 하디, 에디 에드워즈, 제시 가더즈 앤 라비 E
- 퀸 오브 사우스사이드 챔피언 (1회)
- 쿠거 어워드 (2020) - 에스 파트 오브 레트리뷰션